# Emirgan
Emirgan è una mahalle sul Bosforo nel distretto di Sarıyer, nella provincia di Istanbul. Il quartiere, famoso per i suoi giardini di tè sulla riva e per il grande parco cittadino situato sulle pendici situate alle sue spalle, è molto verde. Lo Yalı sulla riva e i palazzi adibiti a caffè nel parco sono esempi di architettura ottomana di epoche diverse.

## Storia
Murad IV assediò Yerevan durante la campagna iraniana. L'emiro Gune Khan, incaricato di proteggere il castello, consegnò la città all'Impero Ottomano senza combattere. Murat IV, soddisfatto del comportamento del comandante del castello, portò l'emiro Güne, che aveva perso l'opportunità di tornare in Iran, dove sarebbe stato giustamente etichettato come “traditore” per aver ceduto il castello all'Impero Ottomano senza combattere, a Istanbul lo ribattezzo' Yusuf Pascià e gli donò la zona, che fino ad allora era conosciuta come “Feridun Bey Bahçeleri”, dove oggi si trova Emirgan. Alla morte di Murad, il suo successore, il sultano Ibrahim il Pazzo, fece mettere a morte Yusuf. In seguito il sultano Abdul Aziz cedette il bosco al khedive d'Egitto Isma'il Pascià, che vi aggiunse tre padiglioni. Abdul Hamid I, uno dei sultani ottomani, aprì all'insediamento l'area dove oggi si trova Emirgan.

## Monumenti e luoghi di Interesse

### Parco di Emirgan
Il bosco di Emirgan (in turco Emirgan Korusu) si erge sopra il sobborgo e copre un'area di circa 500.000 metri quadrati di quello che oggi è un parco pubblico. Il parco dà il meglio di sé in aprile, durante l'annuale Festival dei tulipani di Istanbul, quando migliaia di bulbi fioriscono in modo variopinto. I tre padiglioni creati dal Khedive İsmail Pascià - il Chiosco Giallo (in turco Sarı köşk), il Chiosco Rosa (in turco Pembe köşk) e il Chiosco Bianco (in turco Beyaz köşk) - servono oggi come caffè e ristoranti per i visitatori. Il Padiglione Giallo fu progettato dall'architetto turco-armeno Sarkis Balyan negli anni Settanta del XIX secolo.

### Museo Sakıp Sabancı
Affacciato sul Bosforo e immerso in giardini tranquilli e meravigliosi, questo museo privato ospita collezioni permanenti di calligrafia, mobili antichi e opere d'arte che vengono regolarmente integrate con mostre di breve durata che presentano personaggi da Pablo Picasso ad Abdülmecid Efendi, l'ultimo califfo dell'Impero Ottomano, che era dotato per l'arte.

### Şerifler Yalı
Lo yalı Şerifler si trova sul lato interno della strada costiera, entrando a Emirgan dal centro della città; prima della costruzione della strada, nel 1940, si trovava proprio accanto all'acqua, come molti degli yalı (palazzi sull'acqua). Costruita nel corso del XVIII secolo, è il più antico yalı sopravvissuto sul lato europeo del Bosforo e apparteneva un tempo a al-Husayn, lo Sceriffo della Mecca. Lo yalı sorge probabilmente sul sito di un palazzo del XVII secolo costruito per l'emiro Güne Han, da cui il sobborgo prese il nome. Oggi è sede di diversi enti per la conservazione dei monumenti storici e dell'Unione delle Città Storiche (in turco Tarihi Kentler Birliği), ma non è aperto al pubblico.

### Moschea di Emirgan
La moschea di Hamid Evvel, situata lungo il mare, fu costruita nel 1838 accanto all'attuale piazza principale di Emirgan, ombreggiata da platani. Di fronte alla piazza, la casetta del cronometrista, aggiunta nel 1844, funge oggi da caffè.

## Trasporti
Le linee di autobus urbani #22, #22RE, #25E, #40T e #42T fermano a Emirgan. Traghetti frequenti di Şehir Hatları collegano Emirgan con Eminönü, Beşiktaş, Arnavutköy, Bebek, İstinye, Büyükdere, Sarıyer e Rumeli Kavağı. Un servizio di traghetti separato la collega a Çengelköy, Kandilli, Anadoluhisarı e Kanlıca. Anche piccole imbarcazioni private fanno la spola tra Emirgan e Kanlıca, a seconda della domanda.